# Pardosa jeniseica
Pardosa jeniseica este o specie de păianjeni din genul Pardosa, familia Lycosidae, descrisă de Kirill Yeskov și Marusik, 1995. Conform Catalogue of Life specia Pardosa jeniseica nu are subspecii cunoscute.